# Equilibrium (banda)
Equilibrium é uma banda da Alemanha que combina elementos de metal sinfônico, folk metal e metal extremo. Suas letras tratam de lendas germânicas.

## História
A banda foi formada em 2001, na cidade de Munique, na Baviera. Em primeiro lugar, apenas para um show, mas depois o público ficou chocado e implorando, a banda decidiu continuar. Eles escolheram o nome Equilibrium e lançaram um Demo em 2003.
O grupo excursionou com o Comandante e Sycronomica em 2005. No ano seguinte, assinou um contrato com a gravadora Nuclear Blast e 27 de junho de 2008, eles lançaram seu segundo álbum, Sagas.
Em fevereiro de 2010, Equilibrium teve que cancelar sua aparição no Festival Winterfire na Alemanha, devido à reestruturação séria dentro da banda. Mais tarde, foi revelado que o vocalista Helge Stang e o baterista Manuel DiCamillo tinha deixado a banda. No mês seguinte, a banda anunciou que Robse, vocalista da banda de metal alemã pagã Vrankenvorde, tinha sido escolhido como seu novo vocalista.
A banda encontrou um novo baterista, Hati, que também é o baterista da banda de brutal death metal Viscera Trail. A banda, renovada, lançou seu terceiro álbum, Rekreatur, via Nuclear Blast, em 18 de junho de 2010.
Em 27 de junho de 2013 a banda anunciou o seu primeiro EP intitulado Waldschrein, que contém este novo single junto com sua versão acústica, um remake da música "Der Sturm" e uma velha canção inédita intitulada "Zwergenhammer", bem como uma versão cover do tema principal do jogo Skyrim, composta por Jeremy Soule, intitulado "Himmelsrand". O EP foi lançado em 16 de agosto de 2013.
A canção "Waldschrein" faz parte do próximo álbum da banda, Erdentempel, que será lançado em junho de 2014. Dois dias após o anúncio do novo álbum, os membros fundadores e irmãos Andreas Völkl e Sandra Van Eldik decidiram deixar o grupo por razões não especificadas.
Em julho de 2023, o grupo anunciou seu novo vocalista, Fabian Getto, juntamente ao primeiro single com o novo cantor, "Shelter".
Em 11 de agosto de 2024, o baixista Martin "Skar" Berger anunciou sua saída do grupo. Em 25 de julho de 2025, o guitarrista Dom R. Crey também comunicou que estava deixando a banda.